# Adolfo Nicolás
Adolfo Nicolás Pachón SJ (ur. 29 kwietnia 1936 w Villamuriel de Cerrato, zm. 20 maja 2020 w Tokio) – hiszpański duchowny, przełożony generalny Towarzystwa Jezusowego. Generałem jezuitów został wybrany 19 stycznia 2008 jako następca Petera Hansa Kolvenbacha przez 35 Kongregację Generalną Towarzystwa Jezusowego, która zebrała się 5 stycznia 2008 w Rzymie. Był 30. następcą założyciela Towarzystwa Jezusowego świętego Ignacego Loyoli.

## Życie
Urodził się 29 kwietnia 1936 w Villamuriel de Cerrato w hiszpańskiej prowincji Palencia, jako trzeci z czterech braci. Nauki pobierał wpierw w Escuela Apostólica Sant Josep, następnie przeniósł się wraz z rodziną do Madrytu, gdzie uczył się w kolegium jezuickim „Areneros”. 15 września 1953 wstąpił do jezuickiego nowicjatu w Aranjuez w Prowincji Toledo w Hiszpanii. Po dwuletnich studiach uzyskał w 1960 licencjat z filozofii w Uniwersytecie Alcalá (Madryt). Podobnie jak jeden z jego poprzedników, Pedro Arrupe, niemal całe dorosłe życie spędził w Azji, głównie w Japonii, z którą jezuici są tradycyjnie silnie związani. Do Japonii wyjechał w 1960 by zapoznać się z tamtejszą kulturą i językiem, a w latach 1964–1968 studiował teologię w Tokio.
Został wyświęcony na kapłana w Tokio 17 marca 1967 roku. Opuścił Japonię w latach 1968–1971, kiedy studiował teologię w Papieskim Uniwersytecie Gregoriańskim w Rzymie. W 1971 tam uzyskał magisterium z teologii i powrócił do Japonii. W 1971 został profesorem teologii systematycznej w tokijskim jezuickim Sophia University, gdzie nauczał przez trzydzieści lat.
W latach 1978–1984 był dyrektorem East Asian Pastoral Institute przy Uniwersytecie Ateneo de Manila w Quezon City, a w latach 1991–1993 rektorem scholastykatu w Tokio. Od 1993 do 1999 był prowincjałem Japonii. Następnie przez trzy lata pełnił posługę duszpasterską wśród ubogich imigrantów w Tokio. W 1998 poparł biskupów azjatyckich, którzy domagali się większej autonomii kościołów lokalnych w tym regionie. W 2004 powrócił na Filipiny – w okresie tym Niezależnym Regionem Timoru Wschodniego Towarzystwa Jezusowego oraz jako jej moderator całą Konferencją Prowincjałów Azji Wschodniej i Oceanii (2004–2007). Podobnie jak dwaj poprzedni generałowie, jest poliglotą – zna hiszpański, japoński, angielski, francuski, włoski.
20 stycznia 2008 w homilii towarzyszącej Mszy dziękczynnej z okazji wyboru, o. generał odwołując się do Księgi Izajasza poruszył zagadnienia natury misji chrześcijan w świecie, jej służebnego charakteru, oraz ubóstwa i misji między narodami.
W latach 2012–2013 był wiceprzewodniczącym Unii Wyższych Przełożonych. W latach 2013–2015 był przewodniczącym Unii Wyższych Przełożonych.
W maju 2014 poinformował członków Towarzystwa Jezusowego, że – za wiedzą i przyzwoleniem Franciszka – zamierza ustąpić ze stanowiska w 2016, kiedy to osiągnie wiek 80 lat. XXXVI Kongregacja Generalna Towarzystwa Jezusowego 14 października 2016 wybrała na nowego generała zakonu Arturo Sosę Abascala.

## Okoliczności wyboru
Adolfo Nicolás został wybrany po ustąpieniu o. Petera Hansa Kolvenbacha z funkcji generała zakonu za zgodą papieża Benedykta XVI. Obradująca w rzymskiej kurii generalnej Towarzystwa Jezusowego 35 Kongregacja Generalna jezuitów, obok wyboru następcy o. Petera-Hansa Kolvenbacha, zajęła się oceną aktualnej sytuacji zakonu i wytyczyła kierunki działania na przyszłość – inaczej niż w przypadku konklawe, kongregacje generalne jezuitów z reguły trwają jeszcze kilka miesięcy po dokonaniu wyboru. Zgodnie z tradycją, wybory generała był tajne, 217 elektorów z całego świata spędziło 4 dni w odosobnieniu, skupieniu i całkowitym milczeniu, a elekcja dokonała się przez murmuratio (łac. „mruczenie”). Wśród elektorów było po trzech Polaków z obu polskich prowincji Zakonu – o. prowincjał Krzysztof Dyrek, o. prowincjał Dariusz Kowalczyk, o. Tomasz Kot, o. Leszek Mądrzyk, o. Tadeusz Hajduk i o. Jerzy Sermak oraz o. Adam Żak (z urzędu jako asystent). Wyboru dokonano 19 stycznia 2008 przed godziną 12 – poprzedził go wydany 18 stycznia list papieża Benedykta XVI podkreślający szczególną wagę składanego przez jezuitów czwartego ślubu. Zgodne z tradycją jest także to, że jako pierwszy o wyborze dowiedział się papież. Według doniesień agencji informacyjnych, o. Nicolás wybrany został w drugim głosowaniu. Po raz pierwszy papież przyjął nowego generała 21 lutego.
Wybór o. Alofo Nicolása był porównywany z wyborem o. Pedro Arrupe, ze względu na podobieństwa w biografii. Dominikanin Paweł Jarociński, korespondent KAI w Japonii ocenia ten wybór jako szczególną łaskę Bożą dla Azji Południowo-Wschodniej:

Ojca Nicolasa znałem osobiście z wykładów na Uniwersytecie Sophia. Podziwiałem jego przyjacielski stosunek przede wszystkim do japońskich kleryków, z którymi studiowałem. O. Adolfo wykładał teologię pastoralną. Miał dość rewolucyjne poglądy np. na temat stylu życia proboszcza japońskiego. Zawsze zachęcał kandydatów do kapłaństwa, aby kiedy zostaną już księżmi nie zapominali o wypoczynku i nie dali się zwariować licznymi obowiązkami. Uważam, że miał rację. Japońscy księża potrafią być aż nazbyt obowiązkowi, co często może prowadzić do różnych osobistych problemów kończących się depresją. W wykładach widział on Japonię i całą Azję w kontekście powszechności Kościoła katolickiego. [...]
Jest kapłanem wielkiego formatu, przy którym mogłem wiele nauczyć się na Uniwersytecie Sophia. O. Nicolas działał także na Filipinach wykładając w Instytucie Pastoralnym w Manili. Moi znajomi którzy tam studiowali chwali go za to, że potrafił mówić o Japonii w kontekście całego kontynentu azjatyckiego, co nie jest tak powszechną cechą u japońskich wykładowców.

## Publikacje książkowe
- Teología del progreso. Génesis y desarrollo en los teólogos católicos contemporáneos, Sígueme, Salamanca 1972.
- Horizonte de la esperanza. La vida religiosa hoy, Ediciones Sígueme, Salamanca 1978, ISBN 84-301-0741-X.